# Bengalia pallidicoxa
Bengalia pallidicoxa är en tvåvingeart som beskrevs av Seguy 1946. Bengalia pallidicoxa ingår i släktet Bengalia och familjen spyflugor. Inga underarter finns listade i Catalogue of Life.